# Rualena alleni
Rualena alleni är en spindelart som beskrevs av Chamberlin och Ivie 1942. Rualena alleni ingår i släktet Rualena och familjen trattspindlar. Inga underarter finns listade i Catalogue of Life.